# BRLESC

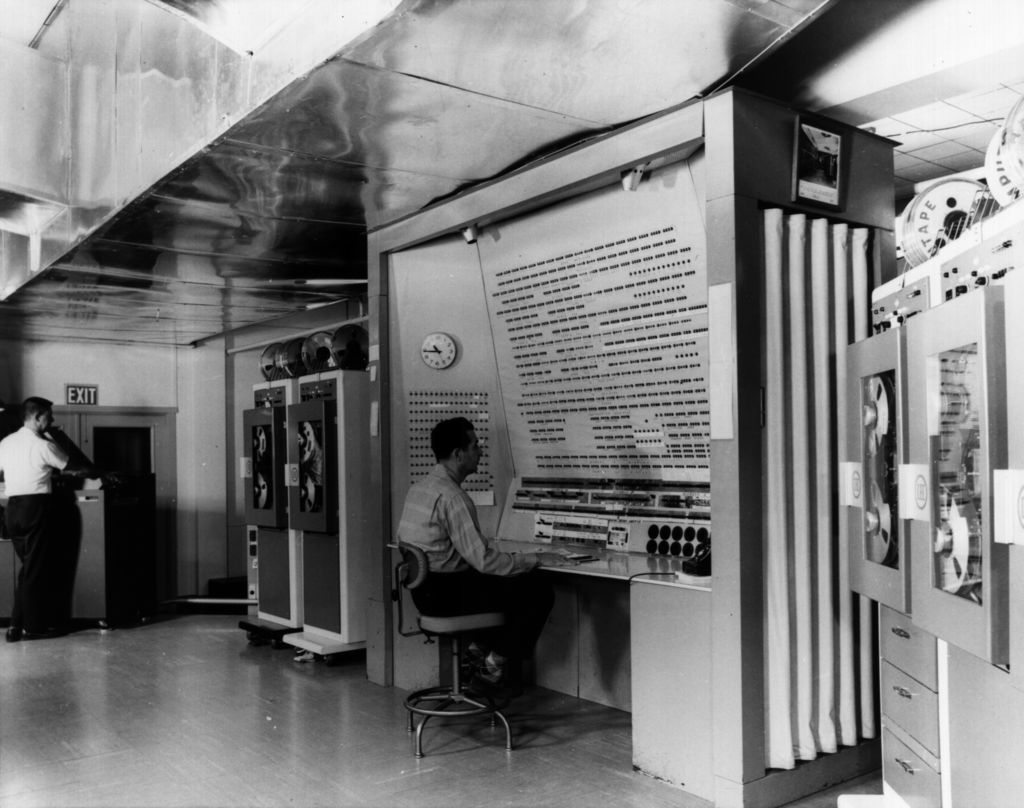
Консоль компьютера BRLESC

BRLESC I (англ.: Ballistic Research Laboratories Electronic Scientific Computer, рус: Электронный научный компьютер для Лаборатории баллистических исследований) — электронный компьютер первого поколения, построенный для Лаборатории баллистических исследований (BRL) Абердинского испытательного полигона Армии США при содействии Национального Бюро стандартов (ныне это Национальный институт стандартов и технологий). Он был создан на замену устаревшим компьютерам EDVAC и ORDVAC, которые, в свою очередь, заменили самый первый электронный компьютер общего назначения — ЭНИАК. BRLESC вступил в строй в 1962 году.
BRLESC был создан для проведения научных и военных расчетов, в которых требовалась высокая точность и скорость вычислений, например, расчетов по задачам баллистики, логистики, оценки систем вооружения. В нём было использовано 1727 электронных ламп и 853 транзистора. Объем ОЗУ составлял 4096 72-битных машинных слова. Для ввода-вывода данных BRLESC использовал перфокарты, магнитную ленту и магнитный барабан, которые могли работать все одновременно.
BRLESC мог выполнять пять миллионов битовых операций в секунду. Сложение двух вещественных чисел с фиксированной запятой занимало 5 микросекунд (200 000 операций/сек), с плавающей запятой — от 5 до 10 микросекунд, умножение (числа с фиксированной или с плавающей запятой) — 25 микросекунд, деление — 65 микросекунд. Все эти значения включали в себя время доступа к памяти, которое занимало 4–5 микросекунд.
BRLESC и его предшественник, компьютер ORDVAC, имели свою собственную уникальную запись шестнадцатеричных чисел. Вместо символов A B C D E F, которые сейчас используются повсеместно для обозначения чисел от 10 до 15, в этих компьютерах использовались символы K S N J F L.